# Comacarán
Comacarán es un distrito del municipio de San Miguel Centro en El Salvador, perteneciente al departamento de San Miguel, ubicado en la zona oriental del país. 
Tiene una extensión territorial de 34.62 km² y una población 3.451 habitantes según el censo oficial de 2024, llevándose el puesto 225 por población a nivel nacional. Además el casco urbano, consta de 5 cantones y 17 caseríos. 

## Historia

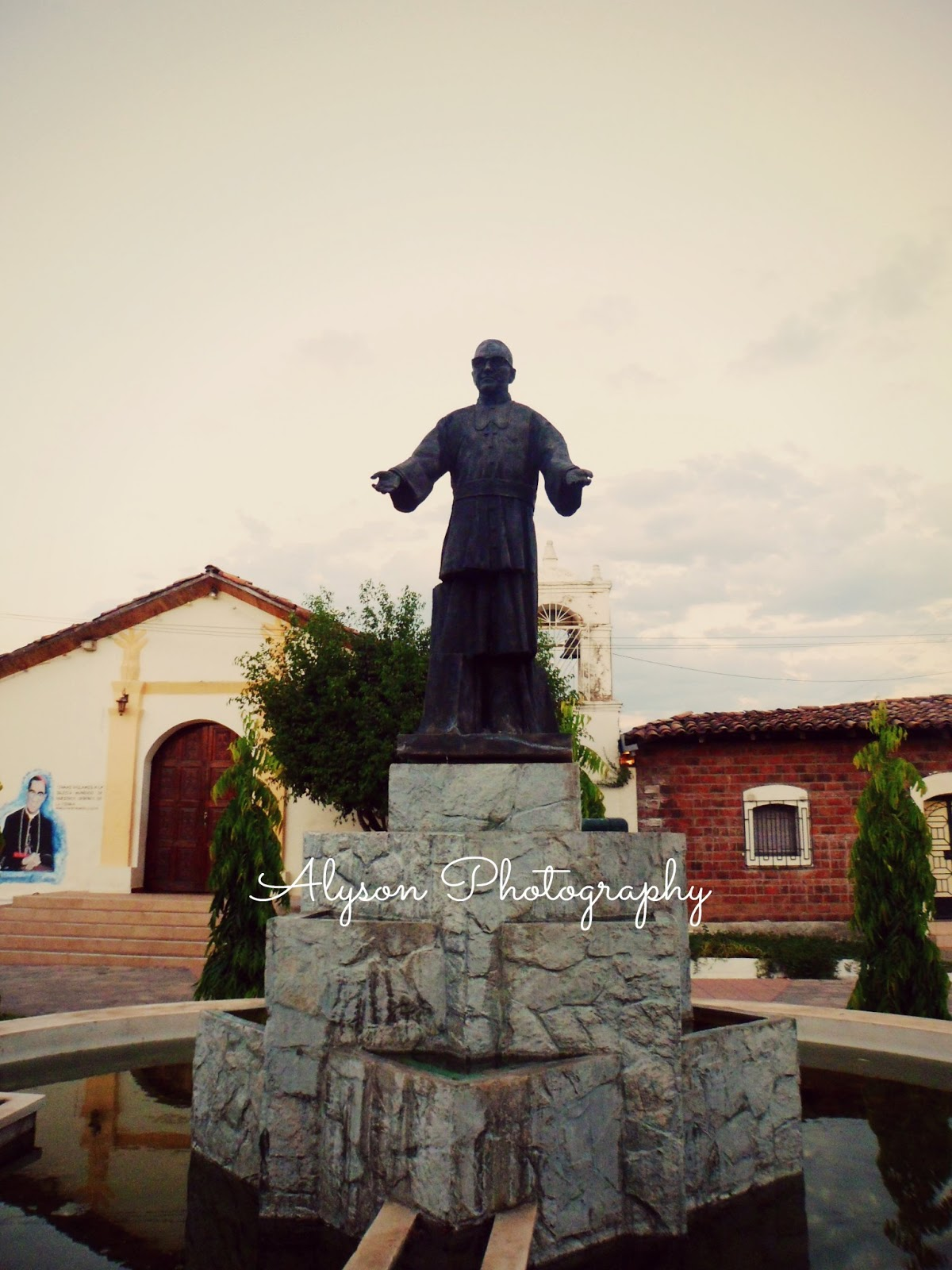
Monumento a San Romero

Comacarán fue fundado como un pueblo de indios Cacaoperas en el año 1557. Esta palabra viene de las raíces de la lengua ulúa
●Cuma o Coma: chile, ají, picante. 
●Carán: Cerro  
●entonces su significado sería: «Cerros de los Chiles».
●(Carlos Mariona)
En la época colonial perteneció a la Intendencia de San Salvador. Luego de la independencia fue incorporado en 1824 al departamento de San Miguel. 
El gobernador T. Vilanova llegó a la población para su visita oficial en el 28 de junio de 1891; describió que las escuelas se encontraban en estado regular.
Recibió el título de Villa, el 22 de octubre de 1997.
Para el período 2006-2009, su alcalde municipal es Enris Antonio Arias, del FMLN. 
Por su territorio cruza el río Las Garzas.
Celebra su fiesta patronal en el mes de enero, en honor de San Sebastián Mártir.